# شین سه هی
شین سه هی (کره‌ای: 신세휘؛ زادهٔ ۳ ژوئن ۱۹۹۷) بازیگر و مدل اهل کره جنوبی است. او به خاطر ایفای نقش در غریبه شیرین و من، جاسوس پاره وقت و دوران جوانی شناخته می‌شود.